# Снегири (Курганская область)
Снегири — посёлок в Чумлякском сельсовете Щучанского района Курганской области.

## География
Расположен в 9 км к северо-западу от центра сельского поселения села Чумляк.

## Население
| 1989 | 2002 | 2010 |
| ---- | ---- | ---- |
| 126  | ↘50  | ↘3   |

Национальный состав
Согласно результатам Всероссийской переписи населения 2002 года, в национальной структуре населения русские составляли 96 %.